# Retschwil
Retschwil foi uma comuna da Suíça, no Cantão Lucerna, com cerca de 181 habitantes. Estendia-se por uma área de 2,61 km², de densidade populacional de 69 hab/km². Confinava com as seguintes comunas: Gelfingen, Hitzkirch, Römerswil.
A língua oficial nesta comuna era o Alemão.

## História
Em 1 de janeiro de 2009, passou a formar parte da comuna de Hitzkirch.